# Большелуг (сельское поселение)
Большелуг — административно-территориальная единица (административная территория село с подчинённой ему территорией) и муниципальное образование (сельское поселение с полным официальным наименованием муниципальное образование сельского поселения «Большелуг») в составе муниципального района Корткеросского в Республике Коми Российской Федерации.
Административный центр — село Большелуг.

## История
Статус и границы административной территории установлены Законом Республики Коми от 6 марта 2006 года № 13-РЗ «Об административно-территориальном устройстве Республики Коми».
Статус и границы сельского поселения установлены Законом Республики Коми от 5 марта 2005 года № 11-РЗ «О территориальной организации местного самоуправления в Республике Коми».

## Население
| 2010 | 2011  | 2012  | 2013  | 2014  | 2015  | 2016 |
| ---- | ----- | ----- | ----- | ----- | ----- | ---- |
| 1062 | ↘1056 | ↘1040 | ↘1031 | ↘1014 | ↗1025 | ↘989 |
| 2017 | 2018  | 2019  | 2020  | 2021  |       |      |
| ↘963 | ↘956  | ↘941  | ↘898  | ↗1069 |       |      |

## Состав
Состав административной территории и сельского поселения:
| № | Населённый пункт | Тип населённого пункта       | Население |
| - | ---------------- | ---------------------------- | --------- |
| 1 | Большелуг        | село, административный центр | 680       |
| 2 | Выльыб           | деревня                      | 226       |
| 3 | Зулэб            | деревня                      | 103       |
| 4 | Ивановская       | деревня                      | 53        |